# 切魯-伯克齊鄉
45°59′N 23°15′E / 45.983°N 23.250°E
切魯-伯克齊鄉（羅馬尼亞語：Comuna Ceru-Băcăinți, Alba），是羅馬尼亞的鄉份，位於該國中部，由阿爾巴縣負責管轄，面積50平方公里，海拔高度405米，2011年人口269，人口密度每平方公里6人。